# Клепачі (Лубенська міська громада)
Клепачі́ — село в Україні, у Лубенській міській громаді Лубенського району Полтавської області. Населення становить 598 осіб. До 2020 орган місцевого самоврядування — Калайдинцівська сільська рада.

## Географія
Село Клепачі знаходиться за 2 км від міста Лубни, за 1 км від села Новаки. Біля села протікає пересихаючий струмок з загатою. Поруч проходять автомобільні дорогиМ03 та Т 1714.

## Історія
В період Гетьманщини село входило до Лубенської першої сотні Лубенського полку.
З 1917 року — у складі УНР.
Клепачі особливо постраждали внаслідок геноциду українського народу, проведеного окупаційним урядом СРСР 1932–1933 та 1946–1947.
12 червня 2020 року, відповідно до розпорядження Кабінету Міністрів України № 721-р «Про визначення адміністративних центрів та затвердження територій територіальних громад Полтавської області», село увійшло до складу Лубенської міської громади.
19 липня 2020 року, в результаті адміністративно - територіальної реформи та ліквідації Лубенського району(1923-2020), село увійшло до складу новоутвореного Лубенського району.

## Населення
Згідно з переписом УРСР 1989 року чисельність наявного населення села становила 690 осіб, з яких 298 чоловіків та 392 жінки.
За переписом населення України 2001 року в селі мешкало 597 осіб.

### Мова
Розподіл населення за рідною мовою за даними перепису 2001 року:
| Мова       | Відсоток |
| ---------- | -------- |
| українська | 99,83 %  |
| російська  | 0,17 %   |

## Об'єкти соціальної сфери
- Школа І ст.